# 천호성
천호성(千鎬誠, 1967년 4월 22일 ~ )은 대한민국에 있는 전주교육대학교 사회교육과 교수이다. 1988년 전북 대학교 사범대학 사회교육과를 졸업하였으며, 고등학교에서 사회과 교사로 10년간 재직하였다. 그 후 2000년에 일본 문부성 초청으로 국비 유학, 2005년 일본 나고야대학 대학원에서 수업분석 전공으로 교육학 박사 학위를 취득하였다. 현재 수업 관찰과 분석을 통한 수업 연구를 중심으로, 사회과 교육 방법 다문화 사회와 다문화 교육 등에 관하여 연구와 교육을 해오고 있다. 최근 교수-학습 모형 및 수업 분석 모형 개발과 수업 분석 및 컨설팅에 관심을 갖고 학교 현장의 교사와 교실 수업을 지원하는 방안에 대해 연구 중이다. 연구 대부분은 현장방문을 통해 이루어지고 있으며, 주로 질적 연구 방법으로 시행하고 있다. 그는 한국 사회교육학계에 족적을 남긴 상징적인 인물이다.

### 성장기
천호성은 1967년 전북 고창군 공음면에서 천명환, 김귀임의 아들로 태어났다. 고창군 공음면 덕암초등학교, 공음중학교, 전주시 전라고등학교 전북대학교 사범대학 사회교육과를 졸업하였다. 졸업후 고창해리고등학교 교사, 전주여상 교사, 이리고등학교 교사를 엮임하였다. 교사로 재직하는 가운데 1995년에 전북대학교 대학원 사회학과를 졸업하였다. 그후 일본 문부성 초청으로 국비유학으로 나고야 대학 대학원 교육발달과학연구과 박사과정을 수료, 박사학위를 취득하였다.

### 사회시민단체 참여 및 기타 경력
현재 전북겨레하나 통일교육센터 운영위원, 한국 여가레크리에이션협회 전북지부 이사, 국민농업전북포럼 자문위원, 평화와 통일을 위한 YMCA 100인회 자문위원, 전북교육청 남북교류협력위원회 운영위원, 착한벗들 이사직을 맡고 있다. 2017년 문재인 대통령 후보시절 교육특보를 역임하였고, 2021년 6월부터 대통령직속 국가균형발전위원회 자문위원, 대통령직속 정책기획위원회 자문위원을 맡고 있다. 한편 2021년 기본소득국민운동본부 교육청소년상임대표와 기본사회위원회 정책자문위원 및 부위원장을 맡고 있다. 세계수업연구학회(WALS) 한국대표이사도 맡고 있다.

## 경력
- 1991.03 ~ 1997.02 고창 해리고등학교 교사
- 1997.03 ~ 2000.08 전주여자상업고등학교(현 전주정보여자고등학교) 교사
- 2000.09 ~ 2002.03 일본나고야대학교 교육학부 연구위원
- 2005.03 ~ 2006.02 이리고등학교 교사
- 2006.03 ~ 전주교육대학교 사회교육과 교수
- 2008 전주교육대학교 대학발전기획단 대회협력부장
- 2009 ~ 2015 한국사회교과교육학회 편집위원
- 2009 ~ 2016 전주교육대학교 사회교육과 학과장 및 박물관장
- 2010.01 ~ 한국사회교과교육학회 이사
- 2011.07 ~ 2012.07 미국 보이시주립대학교 연구교수
- 2012 전주교육대학교 초등교육연구원 운영위원
- 2012.01 ~ 2017.01 한국일본교육학회 편집위원장
- 2013.01 ~ 한국사회과수업학회 편집위원
- 2014.04 ~ 일본나고야대학수업연구회(NALS) 연구위원
- 2014.09 ~ 한국사회과교육연구학회 편집위원
- 2014.09 ~ 2016.08 한국사회과교육연구학회 국제학술대회 준비위원장
- 2014.09 ~ 2016.08 한국사회교과교육학회 학습연구위원회 위원장
- 2014.09 ~ 2016.08 한국사회교과교육학회 학술행사위원회 위원장
- 2015.07 ~ 2017.07 전북 다문화교육진흥위원회 위원장
- 2015.08 ~ 교육부 교과서 집필 및 심의위원
- 2015.10 ~ 세계수업연구학회(WALS) 한국 대표이사
- 2016.09 ~ 한국사회과교육연구학회 부회장
- 2017.04 더불어민주당 전북도당 제19대 대통령선거 기획단 위원
- 2017.04 더불어민주당 제19대 대통령선거 중앙선거대책위원회 직능본부교육특별위원회 부위원장
- 2017.04 더불어민주당 제19대 대통령선거 전북도당 국민주권선거대책위원회 교육복지 특별위원회 위원장
- 2017.04 더불어민주당 제19대 대통령선거 문재인후보 교육특보
- 2017 ~ 더불어민주당 전북도당 다문화위원회 자문위원
- 2017.01 ~ 한국사회과수업학회 수업학정립위원회 위원장
- 2017.03 ~ 한국일본교육학회 부회장
- 2017.05 ~ 전북 미래교육연구소장
- 2021.04 ~ 대통령직속 국가균형발전위원회 자문위원
- 2021. 06 ~ 대통령직속 정책위원회 자문위원
- 2021. 09 ~ 기본소득국민운동 교육청소년본부 상임대표
- 2021. 12 ~ 기본사회위원회 정책단 자문위원 및 부위원장

## 저서
- 1997 희망을 가지면 아이들이 아름답다 공저
- 2010 다문화사회와 다문화교육 공저
- 2013 수업연구와 수업창조 공저
- 2014 참여형 수업연구와 교사의 성장 편저
- 2014 수업분석의 방법과 실제
- 2017 일본의 지역교육력 공저
- 2017 도전과 모험이 있는 미래교육을 말하다
- 2021 일본의 세계시민교육 공저